# Innocent du Mans
Pour les articles homonymes, voir Innocent.
Innocent du Mans († 559) est un évêque du Mans, ayant siégé entre les années 532 et 543.
C'est un saint chrétien fêté le 19 juin.
Il est probablement d'origine locale et a été formé et instruit par l'évêque Victor II (511-530), son parrain .

## Activité missionnaire
A cette époque charnière de grands bouleversements, nombreux sont ceux qui souhaitent "quitter le monde" des cités et vivre l'expérience de l'isolement dans les forêts des provinces reculées, et suivre l'exemple oriental des anciens Pères du désert.
Cependant, ces mouvements anarchiques qui par leurs excès s'éloignent parfois de la foi officielle, nécessitent un encadrement que le clergé à besoin d'organiser. Ainsi, lors du Concile d'Agde de 506, il est décidé que les anachorètes (aussi appelé ermites) ne seraient plus autorisés qu'après un séjour prolongé de plusieurs années dans un monastère comme cénobites.
On peut supposer que c'est ce qui a motivé saint Innocent à organiser ce grand mouvement missionnaire. Pour arriver à ses fins il se fait aider par saint Mesmin (ou Maximin), abbé de Micy près d'Orléans. Ce monastère bénéficia de l'aide directe de Clovis qui favorisa le développement de nombreux monastères tels que celui-ci afin de couvrir tout le territoire avec ses nouveaux alliés chrétiens .
Sous son épiscopat on voit ainsi éclater un mouvement religieux qui devait durer près de deux siècles et couvrir le diocèse d'abbayes, de prieurés et d'établissements hospitaliers ; à la suite de l'établissement dans la province du Bas-Maine et du Passais, de pieux solitaires.
Ces ermites sont d'origines diverses; généralement originaires d'Auvergne et d'Aquitaine, jeunes ou d'âge mûr, de classes modestes ou aristocratiques (comme Saint Fraimbault), et avec un bon niveau d'éducation complétée lors de leur séjour en monastère.
Bien que solitaires, ils ne vivent pas coupés des communautés rurales mais y sont bien intégrés. Ils résident presque toujours assez près des villages, où ils peuvent parfois coexister avec le clergé de prêtres ruraux, et sont connus et reconnus par la population environnante.
Etant instruits, ils sont considérés comme des sages, et produise ce que les populations crédules considèrent comme des miracles; car on les consultes souvent pour bénéficier de leurs pouvoirs de guérison, ce qui les rapproche du surnaturel. Ils sont également instruits en matière agricole et prodiguent leurs bons conseils en matière de jardinage, défrichage et mise ne culture de nouvelles terres.
Certains ermites vont jusqu’à participer au maintien d’une infrastructure scolaire qui à tendance à disparaître complètement des campagnes à partir du VIe siècle   .
Ces nombreux ermites, tout du moins ceux dont la mémoire nous est parvenue, sont : saint Avit, saint Calais, saint Almire ou Almer, saint Ulphace, saint Bômer ou Boamald, saint Fraimbault, saint Constantien, saint Auvieu, Alvée ou alveus, saint Alnée, saint Ernier, Erinée ou Ernée, saint Gault, saint Front, saint Ortaire, saint Rigomer, sainte Tenestine, saint Brice, saint Léonard de Vandœuvre, saint Laumer, saint Sylvain et l'abbé Sénard  .
Il envoie également chercher des moines en Italie directement auprès de saint Benoît, qui lui envoie alors saint Maur et ses disciples qui implantent alors la règle bénédictine en Gaule; mais ceux-ci n'arriveront j'aimais jusqu'au Mans et s'implanteront près d'Anger car saint Innocent meurt entre-temps .

## Les conciles d'Orléans
Saint Innocent participe au second et quatrième concile d'Orléans respectivement en 533, puis en 541  . Lors de ces conciles les principaux sujets discutés sont: la réforme des mœurs de l’Église lors du premier, et la lutte contre le paganisme lors du quatrième.
Quant au premier concile de 511 auquel son prédécesseur et parrain assiste, et qui régira son mandat, il entérine l’alliance entre le roi des Francs et l’Église, les règles régissant les relations entre le pouvoir royal et l’Église, et la coopération entre les rois de Francs et l’Église.

## Ses liens avec le pouvoir royal
Après sa conversion au christianisme, Clovis assure la légitimité de ses conquêtes à l'Ouest en nouant des alliances avec les évêques, chefs réels des cités. À l'époque mérovingienne, la cité du Mans est ainsi administrée par ses évêques pour le compte des successeurs de Clovis.
Saint Innocent envoya saint Bomer pour traiter certaines affaires temporelles avec le roi Childebert et/ou Clotaire .
D'autre part, ces mêmes rois ont participé financièrement au développement des abbayes et prieurés dans le Passais pour assurer leur contrôle sur les campagnes éloignées de la cité.

## La collecte de reliques
Il demande à l'archevêque de Milan des reliques des saints martyrs Gervais et Protais. Il les dépose dans la cathédrale qu'il dédie à leurs noms, alors que celle-ci était initialement consacrée par saint Julien à la sainte Vierge, saint Pierre et saint Paul.
L'évêque de Saragosse fait don de reliques de Saint Vincent au roi Childebert, qui fit la guerre en Espagne à Amalaric, roi des Wisigoths. En passant par le Mans, il en laisse une partie à saint Innocent, qui en retour lui en donne de Saint Julien; ces dernières sont alors déposées dans l'abbaye de Saint Germain-des-Près .

## Ses chantiers de construction
Il entreprend des travaux d'agrandissement et d'embellissement de la cathédrale commencée par saint Victeur .
Il fait construire une magnifique chapelle pour la relique du bras de saint Georges, plus tard dotée de domaines par le roi Childebert et sa femme Ultrogothe. Celle-ci était située sur la paroisse de Saint Georges-du-Bois.
Il fait rebâtir et agrandir l'église du Pré, et y joint un monastère pour des religieuses, et y place Adnette (ou Adrechilde) comme abbesse, qu'il fait venir du monastère de Sainte-Marie de Soissons.
Entre les murailles gallo-romaines du Mans et la Sarthe, il fonde en 560 le monastère de Sainte-Marie (ou Notre-Dame de Gourdaine) qu'il confie à sainte Tenestine (ou Ermecia) .
Non loin de là, il fait construire une chapelle pour y inhumer ses prédécesseurs saint Victor et Victeur, auprès desquels il se fera également inhumer. Il y ajoute ensuite l'hôpital du Sépulcre pour y accueillir les pèlerins.